# Gonomyia tetonensis
Gonomyia tetonensis är en tvåvingeart som beskrevs av Alexander 1946. Gonomyia tetonensis ingår i släktet Gonomyia och familjen småharkrankar. Inga underarter finns listade i Catalogue of Life.